# Tai Shan (Nelson Island)
Tai Shan (chinesisch 泰山) ist ein 90 m hoher Hügel auf der Nelson Island im Archipel der Südlichen Shetlandinseln. Er ragt südlich der Fildes Strait am nördlichen Ausläufer der Stansbury-Halbinsel auf und gehört zu den Brutgebieten des Riesensturmvogels.
Chinesische Wissenschaftler benannten ihn 1986 im Zuge der Erstellung von Luftaufnahmen und der Durchführung von Kartierungsarbeiten.